# Trichosanthes tricuspidata
Trichosanthes tricuspidata är en gurkväxtart. Trichosanthes tricuspidata ingår i släktet Trichosanthes och familjen gurkväxter.

## Underarter
Arten delas in i följande underarter:
- T. t. asperifolia
- T. t. seramensis
- T. t. siberutensis
- T. t. javanica
- T. t. rotundata
- T. t. tricuspidata
- T. t. flavofila
- T. t. strigosa
- T. t. tomentosa

## Bildgalleri

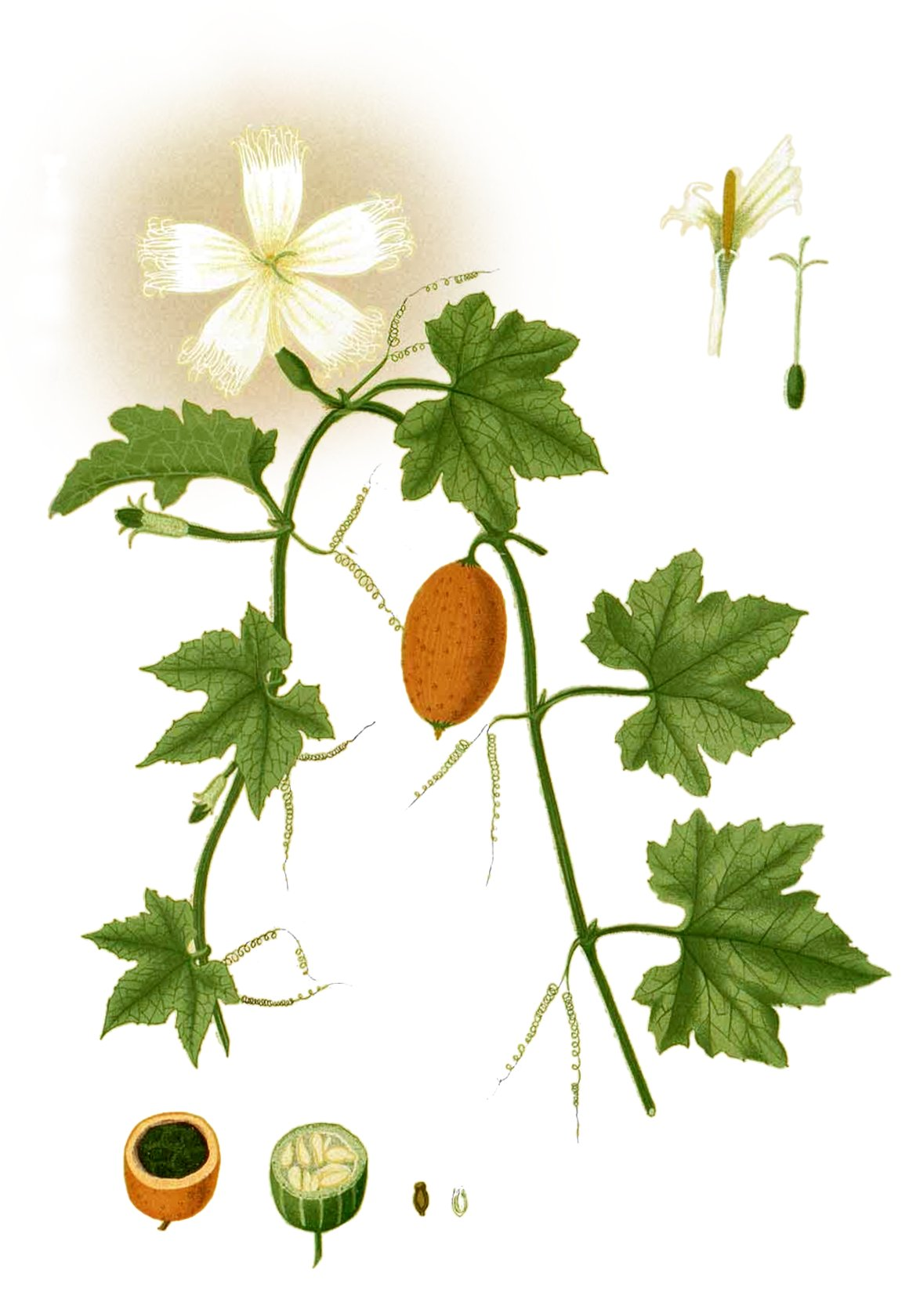
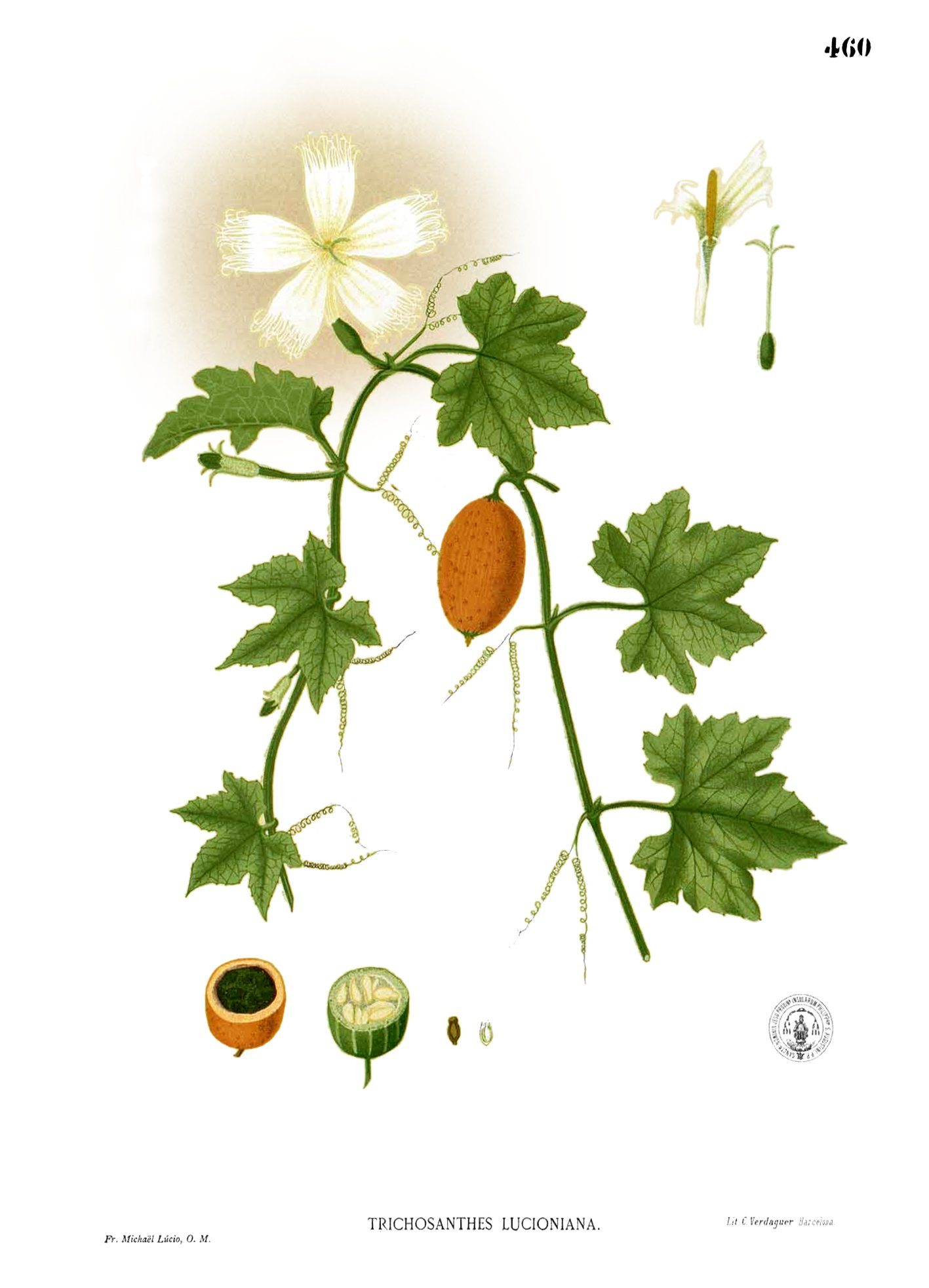